# Octonoba rimosa
Octonoba rimosa là một loài nhện trong họ Uloboridae.
Loài này thuộc chi Octonoba. Octonoba rimosa được Hajime Yoshida miêu tả năm 1983.